# ته گوروما
ته گوروما (به ژاپنی: 手車)-(به انگلیسی: Te Guruma) یکی از فنون و تکنیک‌های دستهٔ ناگه-وازا رشتهٔ ورزشی جودو است که در زیردستهٔ ته-وازا دسته‌بندی می‌شود.